# Caenorhinus commodus
Caenorhinus commodus is een keversoort uit de familie Rhynchitidae. De wetenschappelijke naam van de soort is voor het eerst geldig gepubliceerd in 1987 door Sawada.